# Festiwal Teatralny w Awinionie
Festiwal Teatralny w Awinionie (Festival d'Avignon) – festiwal teatralny we Francji, jedna z najważniejszych tego typu imprez na Świecie.
Festiwal odbywa się corocznie w Awinionie. Jego twórcą był Jean Vilar, który zorganizował pierwszą edycję w 1947. Początkowo występowały na nim głównie trupy francuskie, obecnie jest imprezą międzynarodową, odbywającą się w sezonie wakacyjnym. Na festiwalu występują grupy teatralne poszukujące nowych środków wyrazu, wykraczające poza ramy tradycyjnego teatru. Od kilku lat wkład w ustalenie repertuaru festiwalu ma tzw. artysta stowarzyszony - twórca teatralny (każdego roku inny) współdecydujący o kształcie danej edycji.